# Opération Provincia di Lubiana
Seconde Guerre mondiale
Batailles
- Invasion de l'Albanie
- Guerre italo-grecque
- Invasion de la Yougoslavie
- Opération Châtiment
- Bataille de Grèce
- Opération Abstention
- Bataille de Crète
- Campagne de la mer Noire

L'opération Provincia di Lubiana également connue sous le nom d'opération Risnjak est une opération anti-partisans en Croatie qui eut lieu du 12 juillet au 7 août 1942.

## But de l'opération
Élimination des Partizani de la région montagneuse située au Nord-Ouest de la Croatie, au Nord-Ouest Delnice et près de la frontière avec la Slovénie, afin de détruire leurs bases d'approvisionnement et de neutraliser le soutien qu'ils recevaient des civils locaux.
| \| Delnice \| |
| Delnice       |

## Forces en présence
Forces de l'Axe
 Royaume d'Italie
- 13e division d'infanterie Re (le groupe Fabbri)
- 22e division d'infanterie Granatieri di Sardegna (it)
- 22e division d'infanterie Cacciatore di Alpi
- 153e division d'infanterie Macerata (Eléments)

Il est probable que des troupes oustachies aient participé à l'opération mais elles ne figurent pas.
Résistance
 Partisans
- 2e détachement des partizani du Primorsko-Goranski (NOP)

## L'opération
Cette opération fait partie d'une opération anti-partisans beaucoup plus large et multi-phases qui s'est déroulée principalement dans la province de Ljubljana en Slovénie.

Les troupes affectées à cette opération ont balayé le terrain à l'Ouest d'une ligne entre Delnice et Prezid. 

Des combats s'étant déroulés autour et sur le mont Risnjak (1 528 mètres), la littérature yougoslave nomme cette opération Opération Risnjak.

Outre la chasse aux partisans yougoslaves, les Italiens menèrent lors de cette opération une campagne de terre brûlée en détruisant les récoltes, en incendiant environ 1 000 maisons, en tirant et tuant environ 200 civils et en conduisant 2 500 hommes et femmes dans des camps d'internement.

## Bilan
200 civils environ ont été tués par les troupes italiennes qui ont conduit en plus 2 500 hommes et femmes dans des camps d'internement.